# Synagoga Lejzera Bursztynowicza w Łodzi (ul. Pieprzowa 16)
Synagoga Lejzera Bursztynowicza w Łodzi – prywatny dom modlitwy znajdujący się w Łodzi w parterowej, drewnianej oficynie przy ulicy Pieprzowej 16.
Synagoga została zbudowana w 1899 roku z inicjatywy Lejzera Bursztynowicza. Mogła ona pomieścić 30 osób. W 1900 roku została ona przeniesiona do nowego lokalu przy ulicy Pieprzowej 14.